# يوناس سيلا
يوناس سيلا (بالألمانية: Jonas Sela)‏ هو لاعب كرة قدم ألماني في مركز حراسة المرمى، ولد في 23 يناير 1984 في بيرغيش غلادباخ في ألمانيا. لعب مع فورتونا كولن وماينتس 05.